# Bloomfield Hatch
Bloomfield Hatch – osada w Anglii, w hrabstwie ceremonialnym Berkshire, w dystrykcie (unitary authority) West Berkshire. Leży 9 km na południe od centrum miasta Reading i 63 km na zachód od centrum Londynu.